# 寿曽我対面
寿曽我対面（ことぶき そがのたいめん、正字体：壽曾我對面）は歌舞伎狂言の演目。『吉例寿曽我』とも、また略して『曽我の対面』『対面』とも通称される。一幕の時代物。初演は延宝4年正月（1676年2月）、江戸中村座。

## あらすじ
源頼朝の重臣工藤祐経は富士の巻狩りの総奉行を仰せつけられることとなり、工藤の屋敷では大名や遊女大磯の虎、化粧坂の少将が祝いに駆け付けている。そこへ朝比奈三郎（小林朝比奈）が二人の若者を連れてくる。見れば、かつて工藤が討った河津三郎の忘れ形見、曽我十郎・五郎の兄弟であった。父の敵とはやる兄弟に朝比奈がなだめ、工藤は、巻狩りの身分証明書である狩場の切手を兄弟に与え双方再会を期して別れる。

## 概略
もともと延宝4年（1676年）正月、江戸中村座で初演されたものであるが、享保期に江戸歌舞伎の正月興行に曽我狂言を行うしきたりができてから、一番目の大詰に必ず演じられるようになった。それ以降初春を寿ぐ祝祭劇として、更にさまざまな演出が行われるようになり、一千種ともいわれる派生型ができた。現行の台本は河竹黙阿弥により整理され、明治36年（1903年）3月に上演されたものが行われている。かつては「鶴岡石段の場」や「鬼王貧家の場」など曽我狂言に関係する人物を中心とする幕もあったが、「石段」はまれに上演される程度であり「鬼王貧家」は全く上演されない。
座頭の工藤・和事の十郎・荒事の五郎・道化役の朝比奈・立女形の虎・若女形の少将・敵役の八幡・立役の近江・実事の鬼王と、歌舞伎の役どころがほとんど勢ぞろいし、視覚的にも音楽的にも様式美にあふれた一幕である。特に五郎は典型的な荒事役として知られる。

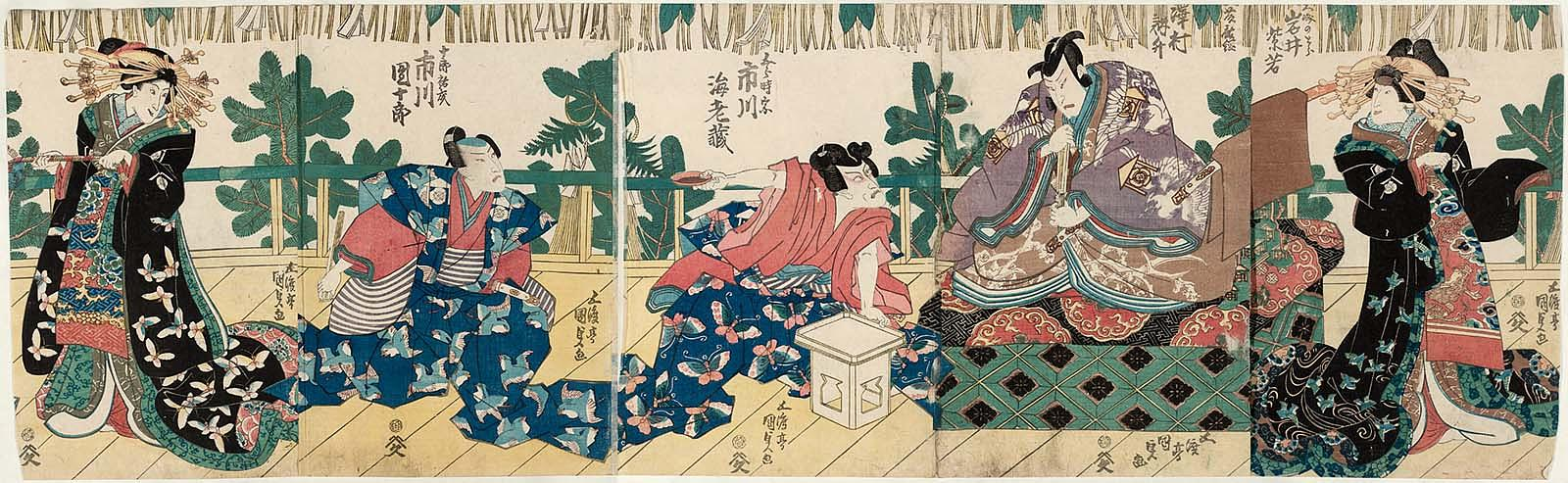
左より初代岩井杜若の化粧坂の少将、八代目市川團十郎の十郎祐成、五代目市川海老蔵の五郎時宗、初代澤村訥升の工藤祐経、初代岩井紫若の大磯のとら。天保12年1月、江戸河原崎座の『恋相撲和合曽我』より（五渡亭国貞画）

## さまざまな演出
レビュー形式の演目だけに江戸時代には毎年さまざまな演出が行われてきた。戸板康二によれば、「釣狐の型」や工藤が鳥目になったり、障子で琴を弾いたりするのがあった。桜田門外の変をとりこんだ「雪の対面」もあったという（『名作歌舞伎全集第13巻』東京創元新社、1969年）。現行では、出演俳優の都合上、朝比奈役を女形が「小林の妹・舞鶴」として出演することがある。大阪では三代目尾上多見蔵が源頼朝役で特別出演する演出があったが、これは多見蔵の引退興行のためであった。
関東と関西で多少の演出の違いがあり、工藤が兄弟の父の最期の様を語る件で背面の襖を開けて富士山の遠見を見せるのが関西のやり方である。

## その他
- 幕切れの見得は、工藤が立って鶴の見得、十郎、五郎、朝比奈が富士山の見得、鬼王が平伏して亀の見得とそれぞれ縁起物で名づけられている。
- 工藤が舞台の高座にあがるとき一礼するが、江戸時代の劇場の櫓に敬意を表する意味である。
- 朝比奈の衣装、得意な隈や「モサ言葉」とばれる科白は17世紀の歌舞伎役者初代中村傳九郎が考案したものである。
- 五郎の足の運びは市川團十郎の紋の三升を書くと、十郎の足の運びは片足を内輪にもう片足を外輪にすると、それぞれ口伝がある。
- 五郎の隈は『むきみ隈』とよばれ『助六』の花川戸助六と同じであるが、助六は実は曽我五郎という役どころであるので一致しなければならないのである。
- 兄弟が登場するとき、舞台の並び大名が「アーリャ・コーリャ・デッケエ（ドッコイ）」という化粧声をかける。五郎が揚げ幕から出て腰を落としてから七回。花道のスッポンから舞台までが五回。舞台できまるまでを三回と定めている。
- 工藤は座頭級の役者が受け持ち、動きこそ少ないが、他の役者を圧倒するだけの貫禄を持つことが求められる。古くは五代目中村歌右衛門、近年では十三代目片岡仁左衛門が、不自由な身体ながらも抜群の存在感を示していた。五代目歌右衛門は、「工藤という役は位置と貫目で見せる役なのです。重味があり、芝居全体を統一する力がないと無理かと思います。・・・仕所と云ってはなく、全く位で見せる役とでも云ったらよいでしょう」と語っている
- 明治36年3月の上演の際は、九代目市川團十郎の工藤に、若き日の六代目尾上菊五郎と六代目尾上梅幸、六代目坂東彦三郎がそれぞれ五郎、十郎、八幡を演じた。この上演には、2月に父五代目菊五郎を亡くした三人の遺児を引き立てる團十郎の意思が働いていた。團十郎は口上でも「弱きを助け孤独を哀れむ皆様方のお引き立てを」と述べ、劇中の工藤の台詞「その面差し、ハテ誰やらに似たわ、似たわ」のときには團十郎の眼に涙が光っていたという。

## 登場人物
- 曽我十郎 …… 父の敵工藤を討つ若侍。温厚で沈着冷静
- 曽我五郎 …… 十郎の弟。活発で剛毅
- 大磯の虎 …… 遊女。兄弟に同情的
- 化粧坂の少将 …… 遊女
- 朝比奈三郎（小林朝比奈） …… 道化方　兄弟を工藤に引き合わせる侍
- 鬼王新左衛門 …… 兄弟の家臣
- 近江小藤太 …… 工藤の家臣
- 八幡三郎 …… 工藤の家臣
- 工藤祐経 …… 頼朝の家臣・曽我兄弟の父の敵